# Forcipomyia narthekophora
Forcipomyia narthekophora är en tvåvingeart som beskrevs av John William Scott Macfie 1939. Forcipomyia narthekophora ingår i släktet Forcipomyia och familjen svidknott. Inga underarter finns listade i Catalogue of Life.